# Notbolm
Notbolm är en halvö i Finland.   Den ligger i landskapet Egentliga Finland, i den södra delen av landet, 160 km väster om huvudstaden Helsingfors. Notbolm ligger på ön Lillandet, Nagu.